# Die Ratschläge einer Großmutter
Die Ratschläge einer Großmutter (französischer Originaltitel: Les Conseils d’une grand’mère) ist eine Novelle von Guy de Maupassant. Sie erschien erstmals am 13. September 1880 in der Zeitschrift Le Gil Blas.

## Handlung
In einem Salon eines Schlosses sitzen eine Großmutter und ihre Enkelin plaudernd am offenen Fenster. Das junge Mädchen liest Zeitungsmeldungen, deren Inhalt sie ihrer Großmutter erzählt. Ein Bericht handelt von einer Frau, die der Geliebten ihres Mannes mit Säure die Augen ausgeätzt hat und in der folgenden Gerichtsverhandlung für nicht schuldig befunden wurde. In einer anderen Meldung geht es um eine Frau, die ihren untreuen Geliebten niedergeschossen hat. Er wurde infolge der Tat zum Krüppel. Das Gericht sprach auch in diesem Fall die Täterin frei. Beide Episoden finden bei Großmutter und Enkelin gänzlich entgegengesetzte Wertung. Während das junge Mädchen die Taten prinzipiell billigt, verurteilt die Alte sie als barbarisch. Die Enkelin sieht in der Ehe etwas Heiliges und glaubt, dass man nur einmal im Leben aufrichtige Liebe empfinden könne. Die Alte sieht die Ehe als Zweckgemeinschaft zum Fortbestand der menschlichen Gesellschaft. Heilig ist ihrer Meinung nach die Liebe, nicht die Ehe. Die beiden Frauen finden keinen Konsens. Die Novelle endet mit einer Warnung der Großmutter, die fürchtet, dass die Enkelin bald sehr unglücklich sein werde.